# Wartburg
Wartburg — марка восточногерманских легковых автомобилей, выпускавшихся с 1955 по 1991 год на народном предприятии Automobilwerk Eisenach в городе Айзенах. Автомобили данной марки встречались в ГДР, ПНР, а также в СССР (ограниченные экземпляры).
Торговая марка Вартбург восходит к автомобилю, выпущенному Automobilwerk Eisenach в 1898 году под названием Wartburgwagen. Он представлял собой, по большому счёту, шасси с двухцилиндровым 765-см³ двигателем, оснащённое двумя плетёными креслами, четырьмя брызговиками и двумя фонарями. Автомобиль развивал скорость 25 миль/ч (40 км/ч). В 1904 году, после смены владельца компании, от марки Вартбургваген отказались. На короткое время в начале 1930-х название появилось на первом спорт-каре концерна BMW 3/15 DA-3 Wartburg.

## Первое поколение
С 1955 по 1967 год выпускалась модель Wartburg 311. Изначально она представляла собой рестайлинговый вариант автомобиля IFA F9 с новым кузовом, но на протяжении своего выпуска была существенно модернизирована технически, получив полностью новое шасси. Выпускались также модификации — Wartburg 312 (универсал), Wartburg 313 (родстер) и пикап.
- Универсал Wartburg 311/9 Kombi
- Родстер/купе Wartburg 313 Sport
- Купе-хардтоп Wartburg 311/300
- Wartburg в выставочном павильоне в Айзенахе

## Второе поколение
С 1965 по 1988 год выпускался новый автомобиль Wartburg 353. Модификации — Wartburg 353W Tourist c кузовом универсал, пикап Trans, кюбель. Автомобиль имел смелый и современный для 1965 года дизайн кузова и неплохие по тем временам технические характеристики.
На протяжении выпуска Wartburg-353 пережил несколько незначительных модернизаций — в 1975 (переименован в Wartburg 353 W), 1983 и 1985 годах. Wartburg 353 W отличался дисковыми тормозами спереди, чернённой решёткой радиатора и новой панелью приборов. В 1983 году были модернизированы впускной коллектор, карбюратор, барабанные тормоза, был применён электронный прерыватель указателей поворотов.
В 1985 году базовый Wartburg 353 и все его модификации подверглись рестайлингу, который коснулся прежде всего внешнего вида: изменённого переднего оформления кузова и задних фонарей. С 1988 по 1991 год выпускалась модификация Wartburg 1.3, представлявшая собой комбинацию рамы и кузова поздней модели «353» с четырёхтактным двигателем, собственного производства, выпускавшимся по лицензии Volkswagen объёмом 1,3 литра. Автомобиль получил новую решётку радиатора, пластиковые бампера, блок-фары и новые задние фонари.
- Универсал Wartburg 353 Tourist
- Проект модернизации — Wartburg 355. 1977 год
- Модернизированный Wartburg выпуска после 1985 года

## В культуре
Музыкальная группа IFA Wartburg была названа в честь этой автомобильной марки[значимость факта?]. Автомобиль этой марки показан в венгерском фильме "Языческая мадонна".